# Батюшковы
Ба́тюшковы — древний русский дворянский род.

## Известные представители
Семён Данилович был приставом у служилых татар (1533), ездил в Валахию (1543). Костромич Михаил Данилович записан в Дворовой тетради (1537). Иван Михайлович Батюшков, есаул в казанском походе 1544 года, род которого продолжили сыновья Фёдор и Тимофей. Опричником Ивана Грозного числился Пятой Батюшков (1573). Их потомки, Иван Степанович и Пётр Никитич, дворяне Бежецкого верха, убиты при осаде Смоленска (1634).
От Ивана Никитича пошла ветвь, давшая известного поэта.
- Батюшков, Андрей Ильич (1699—1766) — прокурор Главной полицеймейстерской канцелярии
  - Батюшков, Лев Андреевич (1722—1800)
    - Батюшков, Павел Львович (1765—1848) — сенатор, действительный тайный советник.
      - Батюшков, Лев Павлович (1811—1878) — генерал-лейтенант, член Военно-учёного комитета Главного штаба.
      - Батюшков, Николай Павлович (1816—1868)
        - Батюшкова, Варвара Николаевна (1852—1894) — русская революционерка, народница, внучатая племянница поэта Константина Николаевича Батюшкова.

    - Батюшков, Николай Львович (1753—1817)
      - Батюшков, Константин Николаевич (1787—1855) — русский поэт.
      - Батюшков, Помпей Николаевич (1810—1892) — русский этнограф, археолог и историк.

  - Батюшков, Семён Андреевич (ум.1796)
    - Батюшков, Иван Семёнович (1763—1825)
      - Батюшков, Николай Иванович (1801—1841) — штабс-капитан.
        - Батюшков, Дмитрий Николаевич (1828—1909) — русский государственный деятель.
          - Батюшков, Николай Дмитриевич (1855—1916) — экономист, публицист.
            - Батюшков, Константин Николаевич (1890—1915) — корнет 5-го гусарского Александрийского полка, герой Первой мировой войны.

          - Батюшков, Фёдор Дмитриевич (1857—1920) — русский историк литературы, литературный и театральный критик, журналист, общественный деятель; внучатый племянник поэта Константина Николаевича Батюшкова.
          - Батюшков, Василий Дмитриевич (1868—1929) — русский агроном; внучатый племянник поэта Константина Николаевича Батюшкова.

В XVII веке Батюшковы служили в стряпчих, стольниках и дворянах московских. Известность получил также как герой русско-турецкой войны (1768—1774). Нефед Иванович Батюшков (?—1786).

## Описание герба
Щит, разделён на четыре части, из коих в первой в голубом поле изображён золотой Крест, поставленный на Подкове, шипами в низ обращённой (польский герб Побог). Во второй, на серебряном поле, находится дерево Ель. В третьей части, в серебряном же поле, виден до половины Лев с мечом, выходящий из городовой Стены красного цвета. В четвёртой части, в золотом поле — красный Крест, и в низу оного две Луны рогами обёрнутые к бокам щита.
Щит увенчан обыкновенным дворянским Шлемом с дворянскою на нём Короною, на поверхности которой распростёрто чёрное Крыло, пронзенное серебряною Стрелою, летящею в правую сторону. Намёт на щите голубой и золотой подложенный серебром и красным цветом. Щитодержатели: с правой стороны Лев, а с левой — Гриф.
Герб рода Батюшковых внесён в Часть 4 Общего гербовника дворянских родов Российской империи, стр. 92.